# Honda I-CTDi
i-CTDi (für intelligent Common-rail Turbo Diesel Injection) ist ein Dieselmotor-Modell mit Turbolader des japanischen Autoherstellers Honda. Der Motor wird seit Anfang 2003 verwendet und ist der erste komplett von Honda selbst entwickelte Dieselmotor. Die Entwicklung begann im Jahr 1995 unter der Leitung von Kenichi Nagahiro.
Der 2,2-Liter Turbodiesel ist für den Quereinbau in einem Fahrzeug konzipiert, hat 16 Ventile, zwei oben liegende Nockenwellen, eine Ausgleichswelle, eine Common-Rail-Einspritzung und einen Turbolader mit verstellbaren Turbinenleitschaufeln („variable Geometrie“) und Ladeluftkühler. Der Motorblock und der Zylinderkopf sind aus Aluminium in einem Hochdruck-Guss-Verfahren gefertigt.
Er erreicht die Euro-4-Norm ohne Partikelfilter, kann jedoch auch mit einem solchen verwendet werden. Außer in der Baureihe Accord (ab der siebten Generation) wird der Motor auch in den Baureihen Civic (ab der achten Generation), CR-V (ab der zweiten Generation) und FR-V verwendet.

## Technische Daten
- Hubraum: 2.204 cm³
- Bohrung × Hub: 85 mm × 97,1 mm
- Verdichtungsverhältnis: 16,7 : 1
- Max. Leistung: (nach 80/1269/EWG) 103 kW bei 4000 min−1
- Max. Drehmoment: 340 Nm bei 2000 min−1
- Einspritzdruck: 1600 bar
- Typischer Ladedruck: 1,3 bar (2,3 bar abs.)
- Bosch-Common-Rail-Einspritzung der 2. Generation
- Nockenwellenantrieb über Steuerkette mit automatischem Kettenspanner